# Promachus fuscipennis
Promachus fuscipennis är en tvåvingeart som först beskrevs av Macquart 1846.  Promachus fuscipennis ingår i släktet Promachus och familjen rovflugor. Inga underarter finns listade i Catalogue of Life.